# Память мира (Азия и Тихоокеанский регион)
Список объектов наследия проекта «Память мира» Азии и Тихоокеанского региона.

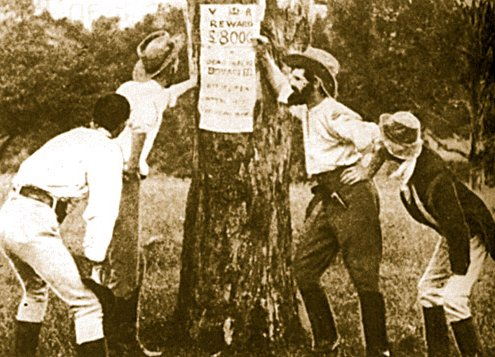
«Подлинная история банды Келли» (Австралия, 1906) считается первым полнометражным художественным фильмом в мире
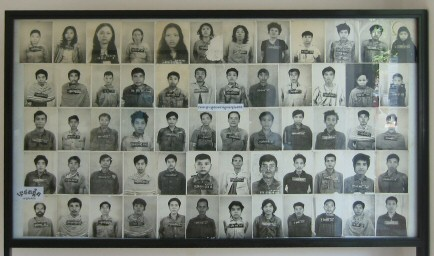
В Музее геноцида Туол Сленг в Камбодже хранятся биографические материалы и фотографии более 5000 заключённых, а также «признания», многие из которых были добыты под пыткой
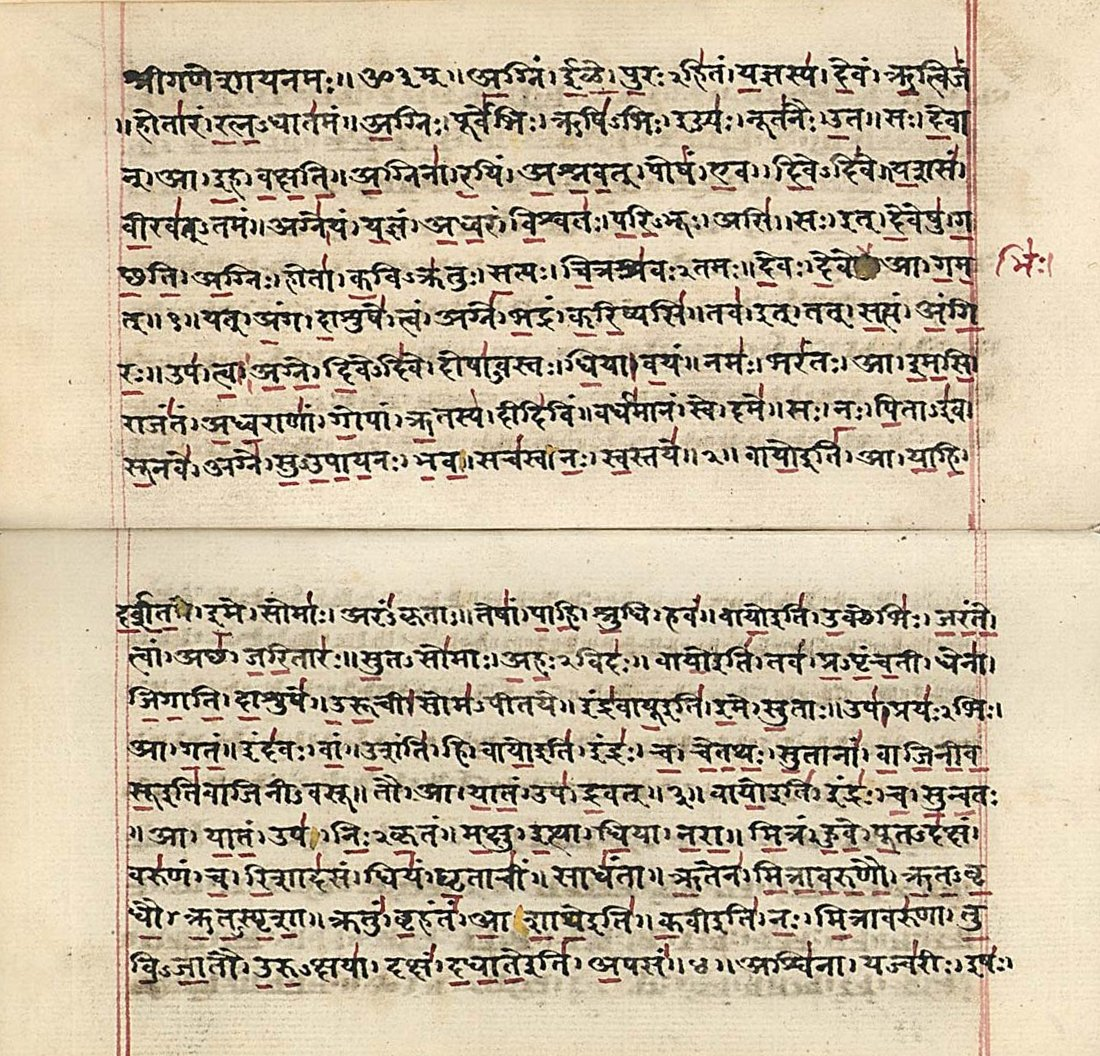
Ригведа — собрание религиозных гимнов, первый известный памятник индийской литературы
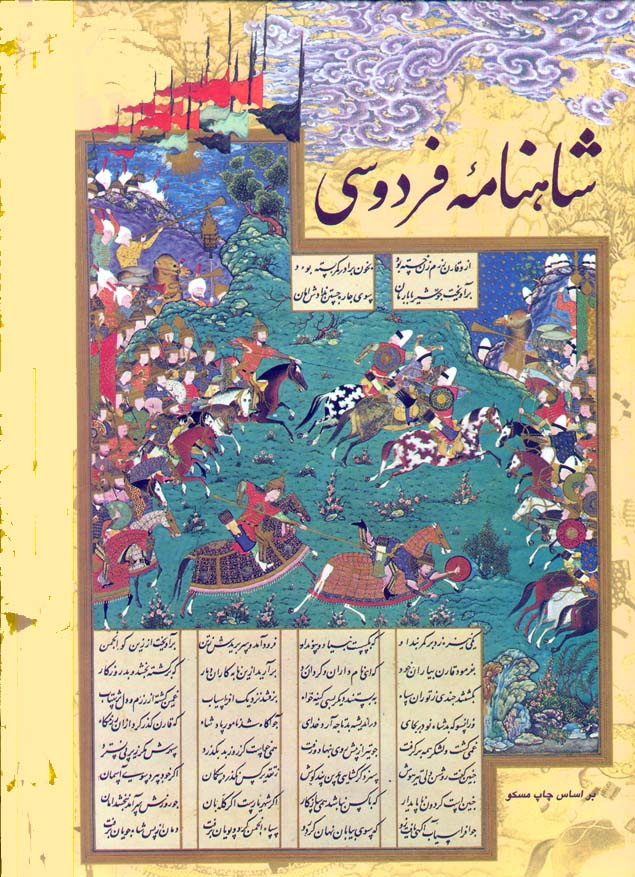
Иранская «Книга царей» (Шахнамэ) — классическое произведение персидской культуры, подобное «Илиаде» и «Энеиде» греко-романского мира
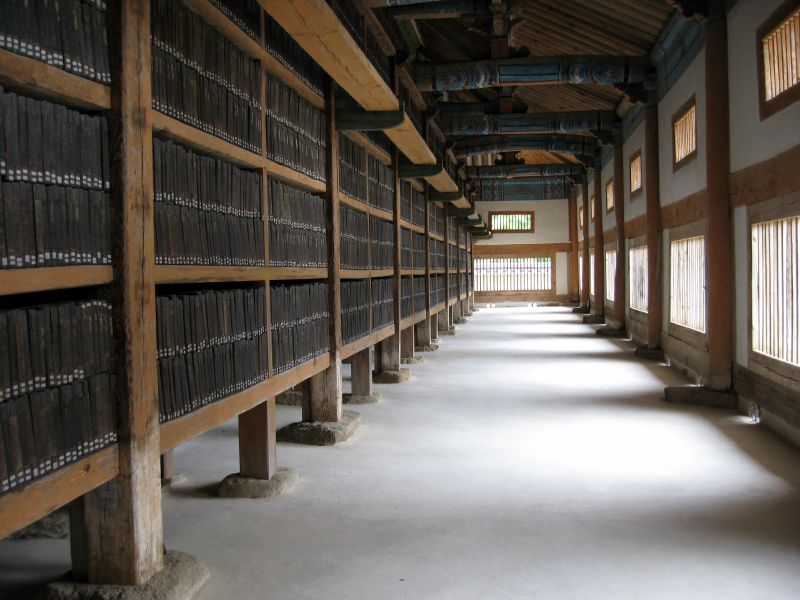
Трипитака Кореана — корейская версия священных буддийских текстов
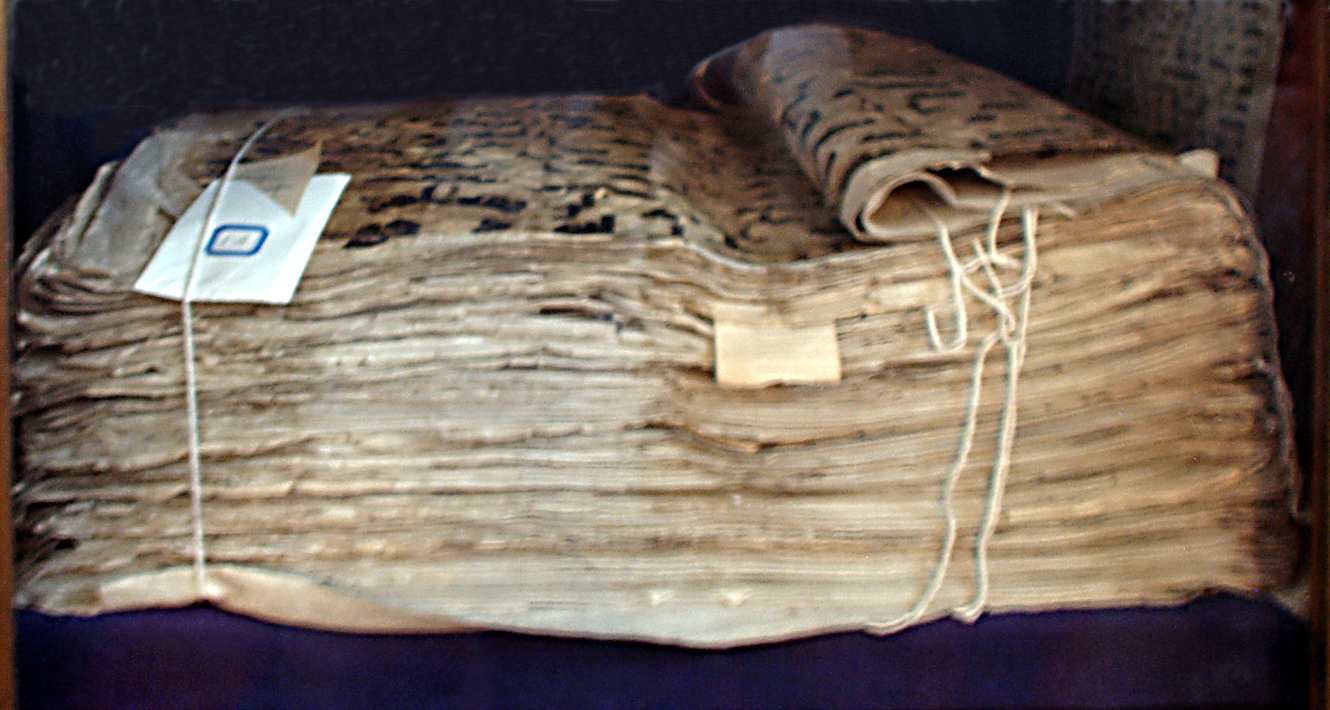
Коран Усмана — древнейшая из известных рукописей Корана

| Страна/Территория                         | Документ | Год включения | Хранитель(и), местонахождение(я) | Ссылка        |
| ----------------------------------------- | --- | ------------- | --- | ------------- |
| Австралия                                 | Бортовой журнал «Индевора» Джеймса Кука | 2001          | Национальная библиотека Австралии, Канберра | [ 7 ]         |
| Австралия                                 | Материалы дела Мабо (англ.) | 2001          | Национальная библиотека Австралии, Канберра | [ 8 ]         |
| Австралия                                 | «Подлинная история банды Келли» (1906) | 2007          | Национальный архив кино и звукозаписей (National Film and Sound Archive), Канберра | [ 1 ]         |
| Австралия                                 | Материалы осуждённых в Австралии | 2007          | Различные | [ 9 ]         |
| Австралия                                 | Манифест Квинслендской рабочей партии к людям Квинсленда 9 сентября 1892                                                                     | 2009          | Государственная библиотека Квинсленда, Брисбен | [ 10 ]        |
| Камбоджа                                  | Архив Музея геноцида Туол Сленг | 2009          | Музей геноцида Туол Сленг, Пномпень | [ 2 ]         |
| Китай                                     | Документы о Нанкинской резне | 2015          | Центральный архив Китая, ряд других архивов Китая | [ 11 ] [ 12 ] |
| Китай                                     | Звуковой архив традиционной китайской музыки                                                                                                 | 1997          | Китайская академия искусств, Пекин | [ 13 ]        |
| Китай                                     | Записи Дворцового секретариата династии Цин — «Проникновение западной культуры в Китай»                                                      | 1999          | Дворцовый музей, Пекин | [ 14 ]        |
| Китай                                     | Древние литературные манускрипты, написанные письмом донгба                                                                                  | 2003          | Институт исследования донгба префектуры Лицзян, Даянь (Лицзян) | [ 15 ]        |
| Китай                                     | Золотые списки Императорских экзаменов времён династии Цин                                                                                   | 2005          | Государственный архив, Пекин | [ 16 ]        |
| Китай                                     | Архивы семьи Yangshi Lei времён династии Цин                                                                                                 | 2007          | Различные | [ 17 ]        |
| Индия                                     | Коллекция тамильских медицинских рукописей Института исследований Азии                                                                       | 1997          | Институт исследований Азии , Чеманчерри, Ченнай | [ 18 ]        |
| Индия                                     | Рукопись Шайвы-сиддханты в Пудучерри | 2005          | Французский институт Пудучерри, Пудучерри | [ 19 ]        |
| Индия                                     | Ригведа | 2007          | Институт востоковедения Bhandarkar (Bhandarkar Oriental Research Institute), Пуна | [ 3 ]         |
| Иран                                      | «Bayasanghori Shâhnâmeh» («Шахнаме» Байсонкура)                                                                                              | 2007          | Дворец Голестан, Тегеран | [ 4 ]         |
| Иран                                      | Завещание (вакуф) Рашид ад-Дина: манускрипт XIII века                                                                                        | 2007          | Центральная библиотека Тебриза, Тебриз | [ 20 ]        |
| Иран                                      | Административные документы Астан-и Кудс Разави (Astan-e Quds Razavi) времён династии Сефевидов                                               | 2009          | Библиотека Astan-e Quds Razavi, Мешхед | [ 21 ]        |
| Япония                                    | Коллекция Сакубея Ямамото (Sakubei Yamamoto)                                                                                                 | 2011          | Исторический музей угольной промышленности в Тагаве (Tagawa City Coal Mining Historical Museum); семья Ямамото, Префектурный университет Фукуоки, Тагава | [ 22 ]        |
| Казахстан                                 | Коллекция рукописей Ходжи Ахмеда Ясави | 2003          | Национальная библиотека Казахстана, Алма-Ата | [ 23 ]        |
| Казахстан                                 | Аудиовизуальные документы Международного антиядерного движения «Невада—Семипалатинск»                                                        | 2005          | Государственный архив и государственный киноархив, Алма-Ата | [ 24 ]        |
| Малайзия                                  | Корреспонденция последнего султана Кедаха (1882—1943)                                                                                        | 2001          | Национальный архив Малайзии, Алор Сетар | [ 25 ]        |
| Малайзия                                  | Hikayat Hang Tuah | 2001          | Национальная библиотека Малайзии, Куала-Лумпур | [ 26 ]        |
| Малайзия                                  | Sejarah Melayu (Малайские анналы) | 2001          | Совет по языку и литературе Малайзии, Куала Лумпур | [ 27 ]        |
| Малайзия                                  | Batu Bersurat, Terengganu (Камень с надписями из Теренгану)                                                                                  | 2009          | Государственный музей Теренгану, Куала-Тренгану | [ 28 ]        |
| Мьянма                                    | Типитака на мраморных плитах в пагоде Кутодо                                                                                                 | 2013          | Пагода Кутодо, Мандалай | [ 29 ]        |
| Новая Зеландия                            | Договор Вайтанги | 1997          | Национальный архив, Веллингтон | [ 30 ]        |
| Новая Зеландия                            | Петиция суфражисток 1893 года | 1997          | Национальный архив, Веллингтон | [ 31 ]        |
| Пакистан                                  | Бумаги Джинны | 1999          | Национальный архив, Исламабад | [ 32 ]        |
| Филиппины                                 | Филиппинские палеографы (письменности Hanunóo, Buhid, Тагбанва, Pala’wan)                                                                    | 1999          | Филиппинский национальный музей, Манила | [ 33 ]        |
| Филиппины                                 | Радиотрансляция филиппинской Народной революции (People Power Revolution)                                                                    | 2003          | Radio Veritas Asia, Кесон-Сити; Raja Broadcasting Network, Макати; личный архив Mr. Orly Punzalan, Дасмариньяс | [ 34 ]        |
| Филиппины                                 | Коллекция Хосе Маседы (José Maceda) | 2007          | Центр музыкальной этнографии Филиппинского университета, Кесон-Сити | [ 35 ]        |
| Филиппины                                 | Президентские бумаги Мануэля Кесона | 2011          | Филиппинская национальная библиотека, Манила; Историческая библиотека Bentley, Мичиганский университет, Ann Arbor; Музей Jorge B. Vargas и Filipiniana Research CenterФилиппинского университета, Сенат Филиппин, Конгресс Республики Филиппины, Congress of the Republic of the Philippines Кесон-Сити | [ 36 ]        |
| Республика Корея                          | Рукопись «Хунмин Чоным» | 1997          | Gansong Art Museum, Сеул | [ 37 ]        |
| Республика Корея                          | Анналы династии Чосон | 1997          | Chongjoksan Sagobon, Odaesan Sagobon and Sanyoppon: Kyujanggak Archives, Сеульский национальный университет, Сеул; T’aebaeksan Sagobon: Pusan Branch Office of the Government Archives and Records Service (GARS), the Ministry of Government Administration, Пусан                                     | [ 38 ]        |
| Республика Корея                          | Seungjeongwon ilgi, дневники королевского секретариата                                                                                       | 2001          | Kyujanggak Library библиотека Сеульского национального университета, Сеул | [ 39 ]        |
| Республика Корея                          | Второй том «Чикчи» («Антологии учения великих монахов об обретении духа Будды») — первая в истории книга напечатанная типографским способом  | 2001          | Национальная библиотека Франции, Париж | [ 40 ]        |
| Республика Корея                          | Деревянные печатные доски Трипитаки Кореаны и различных буддистских текстов                                                                  | 2007          | Монастырь Хэинса, Кёнсан-Намдо | [ 41 ]        |
| Республика Корея                          | Uigwe: Королевские протоколы династии Чосон                                                                                                  | 2007          | Сеульский национальный университет, Сеул | [ 42 ]        |
| Республика Корея                          | Donguibogam: принципы и практика восточной медицины                                                                                          | 2009          | Национальная библиотека Кореи, Сеул; Jangseogak, Академия корееведения, Соннам | [ 43 ]        |
| Таджикистан                               | Рукописи «Куллията» Убейда Закани и «Газаллята» Хафиза (XIV век)                                                                             | 2003          | Институт письменного наследия Академии наук, Душанбе | [ 44 ]        |
| Таиланд                                   | Надпись короля Рамы Кхамхенга | 2003          | Национальный музей, Бангкок | [ 45 ]        |
| Таиланд                                   | Архивные документы, относящиеся к трансформации Сиама при короле Чулалонгкорне в 1868—1910 гг.                                               | 2009          | Национальная библиотека Таиланда, Бангкок; Национальный архив Таиланда, Бангкок | [ 46 ]        |
| Таиланд                                   | Эпиграфические архивы Ват Пхо | 2011          | Ват Пхо, Бангкок | [ 47 ]        |
| Узбекистан                                | Коран Усмана | 1997          | The Muslim Board of Uzbekistan, Мечеть Тилля-шейх (?), Ташкент | [ 6 ]         |
| Узбекистан                                | Коллекция рукописей Института востоковедения им. Аль-Бируни                                                                                  | 1997          | Академия наук, Ташкент | [ 48 ]        |
| Вьетнам                                   | Печатные доски времён династии Нгуен | 2009          | State Records and Archives Department of Vietnam, Ханой | [ 49 ]        |
| Вьетнам                                   | Каменные стеллы с записями об императорских экзаменах времён династий Ле и Мак                                                               | 2011          | Храм Литературы, Ханой | [ 50 ]        |
| Нидерланды, Индонезия                     | Ла Галиго | 2011          | Музей Ла Галиго, Макасар; библиотека Лейденского университета, Лейден | [ 51 ]        |
| Иран                                      | Al-Tafhim li Awa’il Sana’at al-Tanjim («Книга вразумления начаткам науки о звёздах») Аль-Бируни                                              | 2011          | Библиотека Исламского консультативного совета, Тегеран | [ 52 ]        |
| Иран                                      | Коллекция манускриптов Пандж Гандж (Хамсе) Низами                                                                                            | 2011          | Различные; Sepahsalar Library (Shahid Mottahri), Golestan Palace, National Museum of Iran, Malek National Library and Museum, Central Library and document centre of the University of Tehran | [ 53 ]        |
| Индия                                     | laghukālacakratantrarājatikā (Vimalaprabhā) — комментарий к Калачакра-тантре                                                                 | 2011          | Азиатское общество, Калькутта | [ 54 ]        |
| Фиджи, Гайана, Суринам, Тринидад и Тобаго | Записи об индийских наёмных рабочих | 2011          | Национальные архивы Фиджи, Гайаны, Суринама, Тринидада и Тобаго | [ 55 ]        |
| Казахстан                                 | Архивные фонды Аральского моря | 2011          | Центральный государственный архив Комитета информации и архивов Министерства культуры и информации Республики Казахстан, Алма-Ата | [ 56 ]        |
| Китай                                     | Бэньцао ганму («本草纲目» Компендиум лекарственных веществ)                                                                                  | 2011          | Библиотека Китайской академии китайских медицинских наук (China Academy of Chinese Medical Sciences), Пекин | [ 57 ]        |
| Китай                                     | Huang Di Nei Jing 《黄帝内经》 (Внутренний канон Жёлтого Императора)                                                                         | 2011          | Отдел редких книг Национальной библиотеки Китая, Пекин | [ 58 ]        |
| Республика Корея                          | Документальное наследие по правам человека. Архивы Демократического восстания против военного режима 18 мая 1980 в Кванджу, Республика Корея | 2011          | Различные | [ 59 ]        |
| Республика Корея                          | Ilseongnok: Записи ежедневных размышлений | 2011          | Институт корееведения Kyujanggak (Kyujanggak Institute for Korean Studies, KIKS) Сеульского национального университета, Сеул | [ 60 ]        |
| Монголия                                  | Монгольский танджур | 2011          | Национальная библиотека Монголии, Улан-Батор | [ 61 ]        |
| Монголия                                  | Lu."Altan Tobchi" «Алтан Тобчи»): Золотая История, написанная в 1651 году                                                                    | 2011          | Национальная библиотека Монголии, Улан-Батор | [ 62 ]        |
| Индия                                     | Tarikh-E-Khandan-E-Timuriyah («История дома Тимура», или «Тимур-наме»)                                                                       | 2011          | Khuda Bakhsh Oriental Public Library (Восточная Публичная библиотека Худы Бахша), Патна | [ 63 ]        |